# 大阿普爾鎮區 (密蘇里州俄勒岡縣)
大阿普爾鎮區（英語：Big Apple Township）是位於美國密蘇里州俄勒岡縣的一個行政鎮區。

## 地方資料
大阿普爾鎮區的面積為141.54平方千米，當中陸地面積為141.47平方千米，而水域面積為0.07平方千米。根據2020年美國人口普查的數據，當地共有人口648人，而人口密度為每平方千米4.58人。